# 咸安落火ノリ
咸安落火ノリ（ハマンらっかノリ、朝鮮語: 함안낙화놀이、中国語: 咸安落火遊戲、英語: Haman Falling Flower Festival）は、大韓民国慶尚南道咸安（ハマン）で毎年行われる火祭り。慶尚南道無形文化財に指定されている。
このノリ（遊び、祭り）は、毎年釈迦の誕生日（旧暦4月8日）に行われる伝統的な火祭りである。木炭の粉を紙や布で縄状に編んだものを紐にぶら下げ点火し、火の粉が地面または水面に舞い落ちる幻想的な光景が特徴。
咸安落火ノリの歴史は、その起源を朝鮮王朝時代の18世紀に遡り、21代英祖王が咸安に行幸された時にこの火祭りを見て、毎年続けるように命じたもの。日本による統治時代には民族意識を高めるとして禁止されたが、1985年から復活された。しかし、近年コロナ禍により中止を余儀なくされて、2023年から鋭意再復活されて、観光のために旧暦4月8日とか関係なく大々的に開催され（特に無盡亭 무진정で）、海外からも多くの観光客が訪れている。
こうした落火ノリの有力な行事は咸安だけでなく、慶尚北道安東市、京畿道驪州市、全北特別自治道茂朱郡、済州道済州市などでも行われている。

## 参照項目
- 慶尚南道無形文化財の33号
- 世界各地の火祭り